# Indian Oil Corporation
Indian Oil Corporation est une compagnie pétrolière nationale indienne. Il s'agit de la plus importante entreprise indienne quant au chiffre d'affaires, apparaissant à la 105e position du classement Fortune Global 500. 

## Historique
Issue de l'Indian Oil Company Ltd. créée en 1959,  l'Indian Oil Corporation naît en 1964 à l'issue de la fusion avec Indian Refineries Ltd.

## Activités

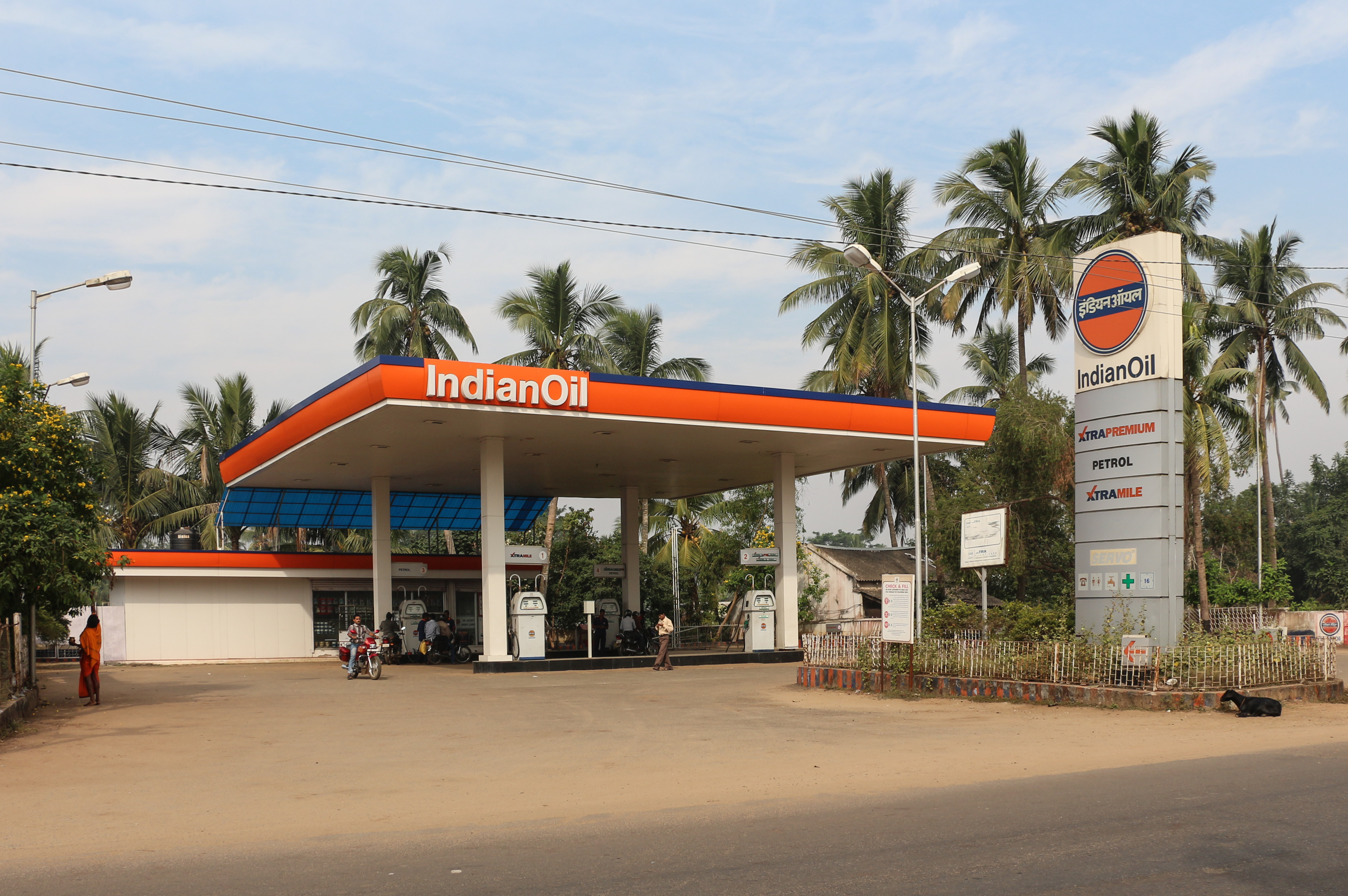
Station service de l'Indian Oil à Pipili, Odisha

Indian Oil et ses filiales détiennent près de la moitié du marché indien des produits pétroliers. Elle détient 40 % des capacités de raffinage, 67 % des capacités de transport et est dotée d'un réseau de plus de  15 000 stations services.

### Produits
L'Indian Oil fournit un large spectre des produits pétroliers incluant de l'essence diesel, des GPL, lubrifiants, bitumes et kerosenes etc. L'Indian Oil s'est récemment dotée d'un département pour le fourniture de GNL.

### Raffineries
L'entreprise est propriétaire de 10 des 19 raffineries indiennes, incluant les sites suivants :
- Digboi en Assam, la plus ancienne raffinerie indienne, ouverte en 1901,
- Guwahati, inaugurée par le premier ministre Jawaharlal Nehru, le 1er janvier 1962,
- Barauni, dans le Bihar (1964),
- la Gujarat Refinery (Koyali), la plus grande raffinerie indienne (1965),
- Haldia,
- Mathura (1982),
- Panipat (1998).

## Filiales et coentreprises
- IndianOil Technologies Ltd, regroupe les activités de R&D, notamment sur le site de Faridabad,
- IndianOil (Mauritius) Ltd,
- Lanka IOC PLC, filiale de stockage et de distribution pour le Sri Lanka,
- IOC Middle East FZE,
- Chennai Petroleum Corporation Ltd,
- Bongaigoan Refinery and Petrochemicals Ltd,
- Green Gas Ltd., coentreprise pour la distribution du gaz,
- ainsi qu'un nombre important de coentreprises avec la Oil India ou la Oil and Natural Gas Corporation.

## Concurrents
Les deux principaux concurrents locaux sont Bharat Petroleum et Hindustan Petroleum, elles aussi dirigées par le gouvernement ; et dans une moindre mesure les compagnies privées Reliance Petroleum et Essar Oil.